# Lindavista
Lindavista es una colonia residencial al norte de la Ciudad de México. Al igual que otras que se ubican en sus cercanías, fue fundada a inicios de los años 1930 a raíz de una urbanización planeada y derivada del fraccionamiento de la vecina colonia Industrial.
Su nombre proviene de la belleza que emanaban sus tierras, pues las personas que lo visitaban le llamaban Linda Vista. Una de sus particularidades data de la época del Cine de Oro, dado que esta colonia era promovida como el Beverly Hills mexicano gracias a sus bellas residencias y a su cercanía con los estudios cinematográficos Tepeyac.
En la colonia Lindavista hay restaurantes, cines, el mayor número de colegios privados de la ciudad (desde nivel preescolar hasta superior), librerías, mueblerías, bancos, iglesias, oficinas, supermercados, tiendas de autoservicio, estaciones del Metro, plazas comerciales, un importante conjunto de hospitales públicos y privados, la Unidad Profesional Adolfo López Mateos del Instituto Politécnico Nacional y el Plantel 9 de la Preparatoria de la UNAM.
Debido al amplio número de comercios y escuelas (el mayor número por km² de toda América Latina) y su evolución como polo de empleo y ocio para la densa población de los municipios populares de Tlalnepantla de Baz, Ecatepec y Tecámac así como la zona de Coacalco y el resto de la Gustavo A. Madero; esta es una zona complicada para transitar en horas pico.

## Ubicación

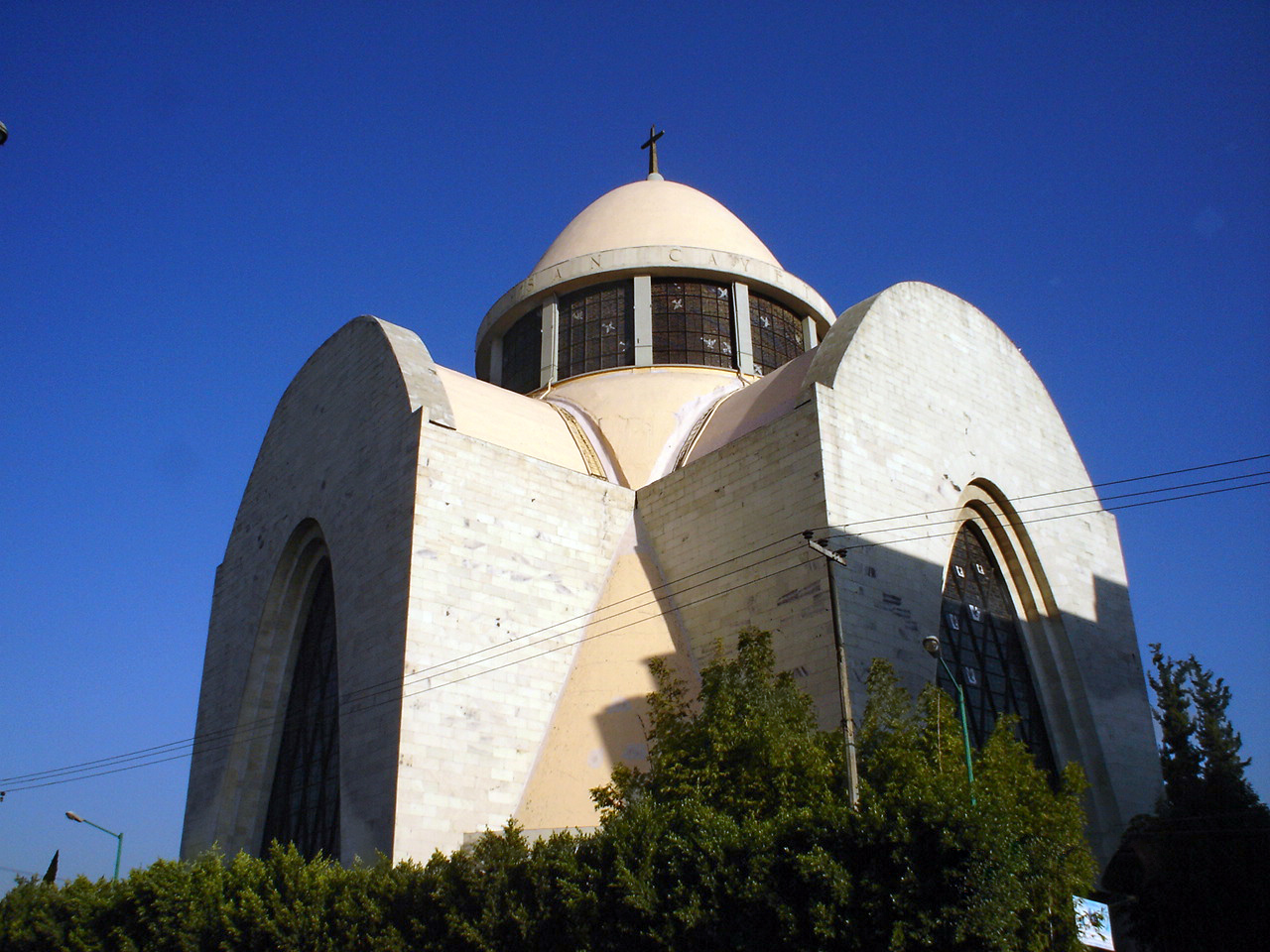
Iglesia de San Cayetano ubicada sobre la avenida Montevideo o eje 5 Norte.

La colonia Lindavista está ubicada al norte de la Ciudad de México, en la Delegación Gustavo A. Madero, muy cerca de la Villa de Guadalupe. La delimitan las avenidas Instituto Politécnico Nacional al noroeste, la Calzada Ticomán al norte, la Avenida de los Insurgentes al este, y las calles Ricarte (misma que conecta directamente con el Eje Central Lázaro Cárdenas) y Colector 13 al sur, limítrofe a la Zona de Hospitales del norte de la Ciudad de México.
Las estaciones del metro cercanas a la colonia son: Indios Verdes al nororiente, en Av. Ticomán; Lindavista al surponiente en la calle Colector 13 y Av. Instituto Politécnico Nacional y Deportivo 18 de Marzo al oriente ubicado en Av. Insurgentes Norte.
Colindantes a Lindavista, se encuentran otras colonias con características históricas, socioeconónicas, arquitectónicas muy similares con las que conforma la Zona de Lindavista:
- Colonia Valle del Tepeyac
- Colonia Tepeyac Insurgentes
- Colonia Residencial Zacatenco
- Colonia Planetario Lindavista
- Colonia Churubusco Tepeyac
- Fraccionamiento Torres Lindavista
- Pueblo Originario de San Bartolo Atepehuácan
- Colonia Residencial La Escalera

El punto central de esta colonia es la iglesia de San Cayetano, ubicada sobre Eje 5 Norte, avenida Montevideo, entre las calles de Cienfuegos y Matanzas. La silueta de esta iglesia es el logotipo de la estación del metro Lindavista.

## Historia

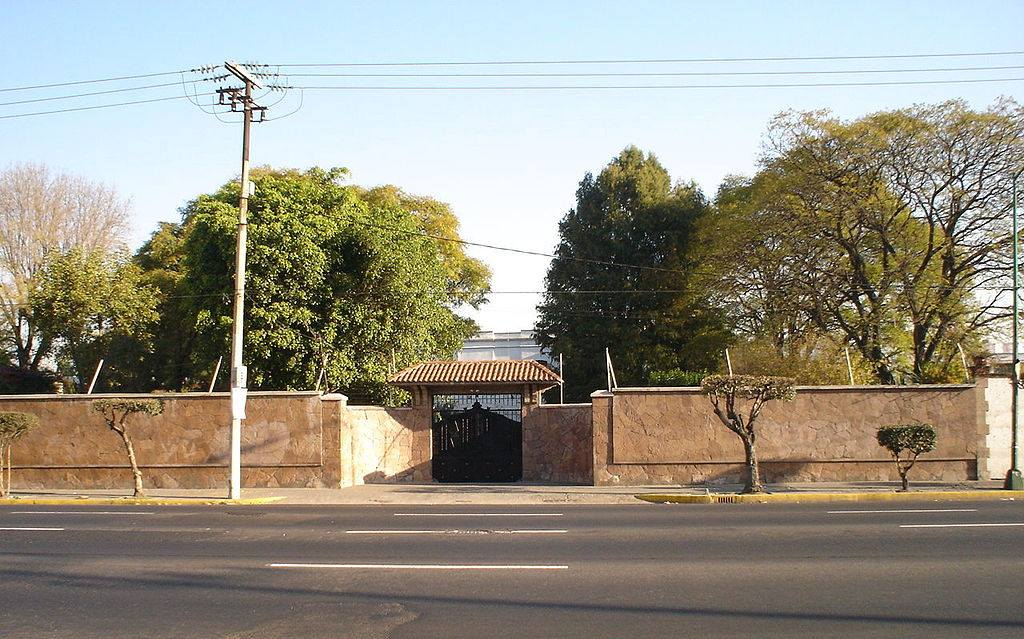
Quinta Pirineos, mansión de grandes proporciones ubicada en el corazón de Lindavista.

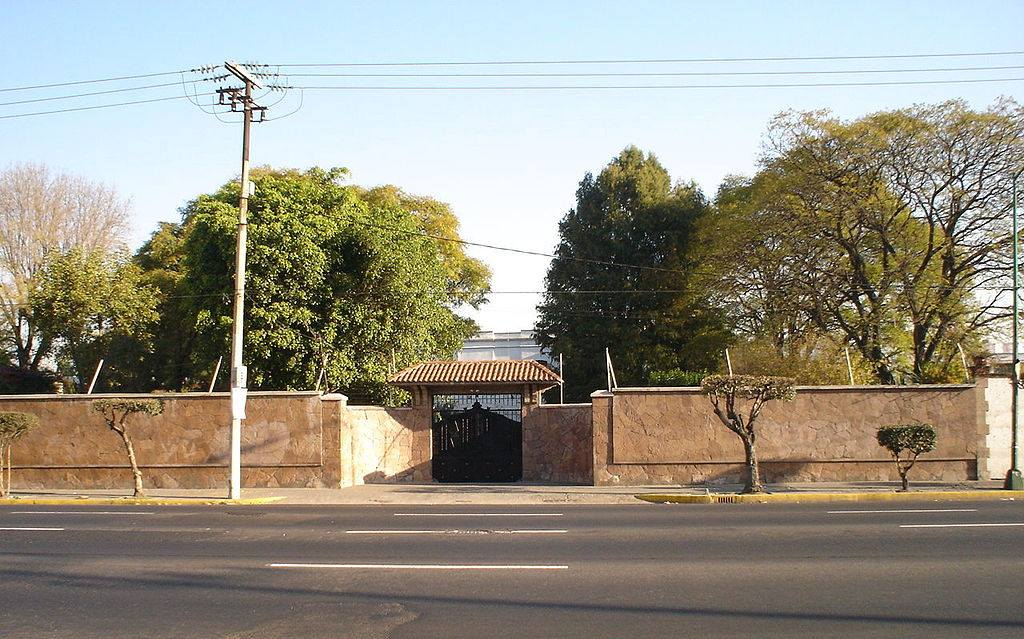

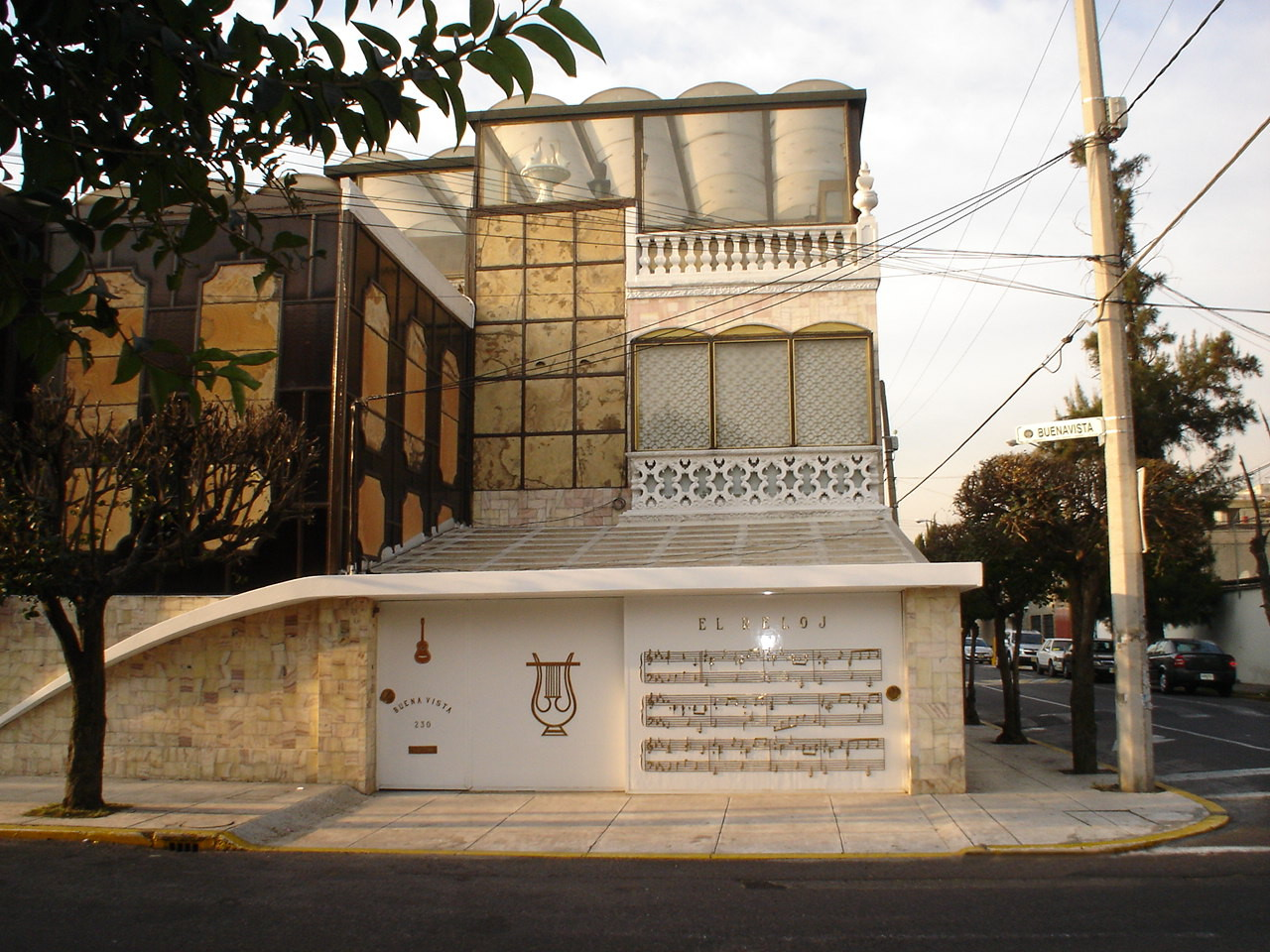
Casa del Reloj del cantautor Roberto Cantoral.

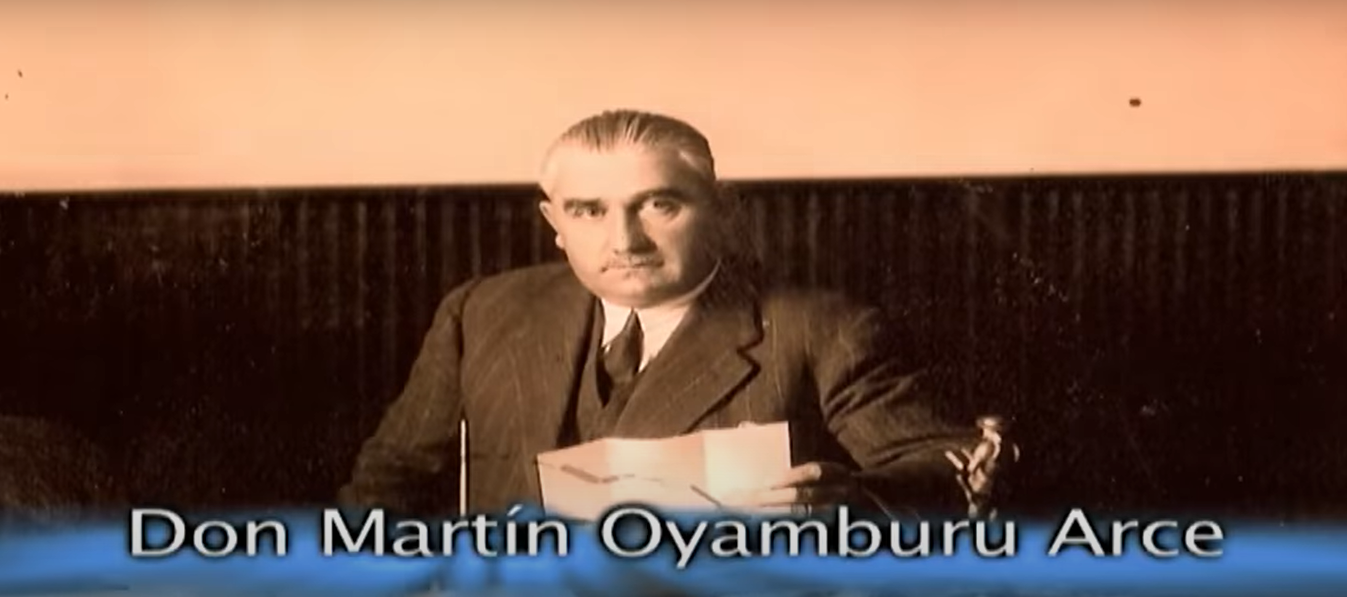

La colonia ocupa lo que antiguamente fueron los terrenos pertenecientes al Rancho "Los Pirineos", propiedad de los hermanos Don Martín Oyamburu Arce y Don Miguel Oyamburu Arce, fuertes empresarios de la época, (Dueños de la Cervecería Modelo, ranchos petroleros en Tamaulipas, el Banco Español de Crédito y la Cía. Hulera Euzkadi, Fábricas de Levadura.) Este rancho fue en su momento uno de los principales productores de leche y de los más modernos del país y formaba parte de un conjunto de propiedades colindantes hasta (e incluyendo) el Rancho "El Rosario", también lechero, (todos propiedad de los hermanos Oyamburu) en la delegación Azcapotzalco. De ahí nace la Av. Azcapotzalco-La Villa.
Todavía existe parte de la casona principal de la Quinta Pirineos, que originalmente ocupaba un espacio mucho mayor y contaba, entre otras instalaciones, con alberca, frontón, cancha de tenis y boliche. Luego de la Revolución Mexicana, ante el riesgo de ser expropiado por el gobierno de Lázaro Cárdenas, Martín Oyamburu Arce decide fraccionar junto con Teodoro Gildred y Pascual Ortiz Rubio los terrenos para crear la colonia Lindavista. Pues ya les habían expropiado los terrenos que hoy ocupa el Instituto Politécnico Nacional.

### Décadas de 1930 a 1980

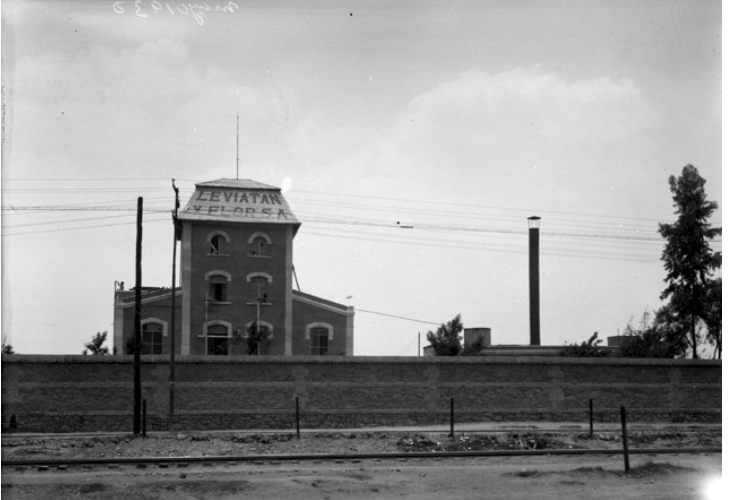

En 1932 comienza la urbanización de Lindavista, a cargo del empresario californiano Teodoro Gildred, como una colonia de clase alta inspirada en las colonias residenciales de California como Beverly Hills: con grandes casas estilo Colonial californiano en lotes de alrededor de 1000 m². Algunas de estas construcciones aun se pueden apreciar en las calles al nororiente de la colonia. Religiosos católicos estadounidenses fundan, sobre los terrenos donados por los Oyamburu los Colegios Guadalupe (para mujeres) y Tepeyac (para varones). Los Oyamburu también construyen los Estudios Tepeyac en los amplios terrenos al norte de la colonia, en lo que actualmente es el paradero y talleres del Metro de la Ciudad de México en Indios Verdes.

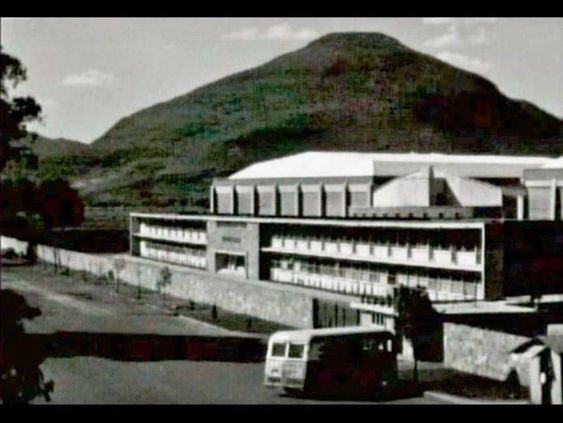

Los Estudios Tepeyac realizaron numerosas películas de la Época de Oro del cine mexicano en las cercanas colonias Industrial y Estrella, y en la entonces campestre Lindavista, como la famosa cinta de Luis Buñuel: Los Olvidados. Famosos actores como Pedro Infante, Ignacio López Tarso o María Félix habitaron Lindavista en aquellos años y sus familias se establecieron aquí
Años después muchos de los terrenos son recuperados por la fraccionadora que edifica lotes más pequeños, poblados en su mayoría por familias de clase media de la vecina Colonia Industrial y la comunidad española emigrada a México en la segunda mitad del siglo XX (especialmente del norte de España y en particular de Galicia) lo que le da un distintivo urbano muy similar a la Colonia Del Valle en la misma época. En la década de 1970 Lindavista era considerada como uno de los mejores lugares para vivir en la Ciudad de México.
Se creó una comunidad con una profunda identidad. Familias como los Félix (Pernambuco), Malgesto (Chiclayo), Cantoral (Av. Buenavista), Septién (Av. I.P.N.), Vázquez-Raña (Av. Sierravista), López Rodea (Riobamba esquina Avenida Lindavista) o los Infante (Av. Buenavista y Pernambuco) habitaron la colonia, al igual que personajes como la pintora Dolores Ortega de Díez de Sollano, la actriz Iran Eory, el locutor y periodista Iñaki Manero, la activista María Elena Morera, el escritor Roberto Bolaño, el grupo rockabilly Rebel Cats, el extitular de la División de Seguridad Regional de la Policía Federal Luis Cárdenas Palomino, la periodista Hannia Novell, el exfutbolista y seleccionador nacional Javier Aguirre, el presidente del Consejo Mundial de Boxeo José Sulaimán o la primera dama Angélica Rivera.

El escritor mexicano Juan Villoro la retrata en la década de los 1960 en su obra de 2016 El Tiempo Transcurrido: 

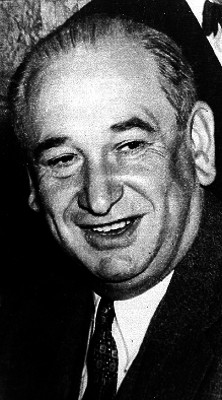
Don Angel Urraza, propietario de Canada Dry y Goodrich Euzkadi junto con los Oyamburu y Don Manuel Gomez Morin

"Toño, Nabor y Alvarito nacieron en la colonia Lindavista, esa región que se distinguía por las fábricas Luxus y Canada Dry fundadas en México por Angel Urraza y Martin Oyamburu y los moteles que se desperdigaban por Insurgentes Norte rumbo a la carretera a Pachuca, pasando por las estatuas de esos indios que ya estaban verdes cuando ellos vinieron al mundo. Como la colonia Lindavista era un lunar de la clase media que se había desprendido de la ciudad, todas las familias decentes buscaban mantenerse unidas. Las mujeres iban al colegio Guadalupe y los hombres al Tepeyac. Toño, Nabor y Alvarito recibieron una educación católica, acompañada de neolitazos, el castigo local del Tepeyac, que consistía en azotar las nalgas del alumnado con una tira de auténtico hule Neolite. 
"A ninguno de los tres Ie interesó vestir el uniforme azul grana del equipo de soccer ni el rojiblanco del equipo de americano. Ellos se negaban a hacer deporte, aborrecían las misas en la escuela y las visitas a la Basílica, le tenían miedo a las locuaces alumnas del Guadalupe, odiaban jugar a las escondidas en los llanos que circundaban la colonia" - Juan Villoro, El Tiempo Transcurrido 
El Cine Futurama, ubicado en Av. Instituto Politécnico Nacional y Otavalo, contó con 6000 butacas y fue durante treinta años el más grande de México hasta su abandono luego del Terremoto de 1985, en 2008 fue remodelado y convertido en el Centro de Arte y Cultura Futurama. En octubre de 1964, Lindavista, S.A. donó a la Secretaría de Educación Pública, un predio con superficie de 6,527.27 M², ubicado sobre la Av. Ticomán, así como las construcciones que se encontraban en dicho predio, para la construcción de la Escuela “Pascual Ortiz Rubio”.

### Década de 1980 a la actualidad
Con la explosión demográfica de la Ciudad de México desde la segunda mitad del siglo XX, comienza la sobrepoblación y hacinamiento de la Delegación Gustavo A. Madero con la invasión de kilómetros de terrenos y el arribo a pueblos originarios de familias pobres desde el resto del país. Lindavista se ve rodeada de colonias populares rápidamente, que poco a poco comienzan a hacer presión en ella.
En la década de 1990 comienzan a proliferar escuelas en lo que solían ser casas unifamiliares, lo que inicialmente genera valor en la comunidad pero a la larga ocasiona problemas como saturación vial y disminución de la calidad de vida, así como un fuerte impacto en el carácter de la zona. A mediados de esta década la inseguridad alcanza niveles muy altos, cuando el asalto en la vía pública, robo a casa-habitación y secuestro prolifera en Lindavista (a la par del país) y ocurren varios episodios de asesinatos al interior de hogares, es entonces cuando se colocan rejas que impiden el tránsito en muchas calles. Desde la década de 2000 la zona se ha popularizado con la apertura de centros comerciales como Parque Lindavista y cientos de unidades económicas irregulares y de bajo perfil, con una población flotante que genera conflictos profundos para los residentes.

### Cine Lindavista
El antiguo Cine Lindavista fue inaugurado el 25 de diciembre de 1942 por los Sres Oyamburu , Espinosa Yglesias y Jennikns la esquina de Insurgentes Norte (entonces carretera México-Laredo) y la Av. Montevideo (hoy Eje 5 Norte), en la vecina colonia Tepeyac Insurgentes. Algunos vecinos aseguran que Mario Moreno “Cantinflas” acudió a inaugurarlo. Constituía parte de una serie de cines de lujo, donde en palabras de su autor el arquitecto Charles Lee "el espectáculo comienza desde la calle". El sello que caracterizó al Cine Lindavista fue su diseño y arquitectura Colonial californiano, y la torre a su entrada, que retomando la estética de cines art déco como el Cine Lido en la Condesa (después Cine Bella Época y hoy Librería Rosario Castellanos del FCE) simulaba un gran faro estilizado. Mismo que a inicios de la década de los setenta fue transformado en una torre que emulaba al famoso Castillo de Disneylandia. Dicho castillo fue un punto de referencia de la esquina de Montevideo e Insurgentes Norte. Por más de 50 años, la comunidad de la colonia pudo asistir a un espacio de encuentro y esparcimiento, que tiempo después se convirtió en un importante referente a nivel urbano y social.
Durante la última década del siglo XX, el Cine Lindavista sufrió de un abandono total ya que la exhibición de películas, ya no eran las más atractivas comercialmente y las instalaciones poco a poco iban deteriorándose hasta que se decidió por cerrarlo. Una vez vendido el terreno, se anunció la construcción del Santuario Nacional de San Juan Diego estando sin embargo abandonado y en ruinas.
El concepto arquitectónico del santuario surge a partir del simbolismo que tiene la imagen de la Virgen de Guadalupe enmarcada por una elipse, representando el cobijo que da a San Juan Diego. Se pretende crear una cubierta escalonada en espiral, que representa un caracol "atecocoli" que sube al cielo, así como formas con antiguos conceptos prehispánicos y formas modernas. El área total del terreno es de 3,387.38 m². Contempla tener una capacidad para alrededor de 1,000 personas sentadas y en el sótano se ubicarán servicios, oficinas y área de criptas. Como proyecto complementario se planea desarrollar un Centro de Atención Indígena, dedicado a la caridad. En su última visita, el 1 de agosto de 2002, el Papa Juan Pablo II bendijo este santuario, desde entonces permanece abandonado y en ruinas.

## Nomenclatura de las Calles
Se caracteriza por la nomenclatura de sus calles que tienen nombres de ciudades o capitales de América Latina como son: Ambato, Arequipa, Barranquilla, Barras, Bogotá, Bonao, Boyacá, Caldas,Cali, Casma, Callao Chiclayo, Chosica, Cienfuegos, Cobán, Cochabamba, Corumba, Coquimbo, Curazao, Cuzco, Etén, Guayaquil, Huacho, Huancayo, Jujuy, Lima, Linares, Latacunga, Managua, Manizales, Manta, Matagalpa, Matanzas, Mollendo, Montevideo, Natal, Neiva, Oroya, Oruro, Otavalo, Paysandú, Payta, Pernambuco, Pisagua, Pisco, Piura, Puerto Viejo, Pujato, Puno, Pujilí, Quito, Ramiriqui, Recife, Riobamba, Salamina, Salamá, Salaverry, Santurce, Sololá, Sullana, Trujillo y Zaruma.

## Instituciones educativas
En esta colonia se encuentran muchas y diferentes tipos de escuelas y universidades, tanto de corte religioso. La más prestigiosa es la sede Zacatenco del Instituto Politécnico Nacional, edificado en gran parte sobre terrenos donados por la Fraccionadora Lindavista. Además cuenta con otras públicas de reconocido prestigio la Escuela Nacional Preparatoria n.º 9: Pedro de Alba y el vecino CCH-VALLEJO (sobre el Eje Central o Avenida de los 100 metros), ambas pertenecientes a la UNAM.
Las escuelas importantes que se establecieron en la colonia Lindavista son el Colegio del Tepeyac, el Colegio Victoria Tepeyac el Colegio Guadalupe y su posterior filial de varones, el Colegio Benedictino, el Colegio Mercedes y el Colegio Fray García de Cisneros, Colegio Mayapan, el Colegio Florencia Naightingale, la Escuela Secundaria Técnica n.º 32.
En la Secundaria Pública 135 "URSS", ubicada en Cienfuegos casi esquina Ticomán, estudiaron durante los años setenta el que fuera técnico de la Selección Nacional de Fútbol, Javier Aguirre, el comentarista de Televisión Azteca, Enrique Garay, el cirujano urologo, Ángel Vélez Laguna, el pianista, Armando Merino, una hija del cantautor guanajuatense José Alfredo Jiménez, el periodista David Gutiérrez Fuentes, la experta en Computación Lourdes Maciel Cervantes (ITESM), el doctor en ciencias Antonio Roa Neri (UNAM), los ingenieros civiles Eduardo y José Ángel Luna Ruiz (UIA Y ULS), el ingeniero químico e Industrial Juan Carlos García Martínez (IPN), el actor Rafael Perrín, el Baterista Andrés Huerta, el alpinista Carlos Carsolio, entre otros destacados profesionistas en el campo de la Ingeniería, Arquitectura, Derecho y Negocios.

## Comercios y tiendas de autoservicio

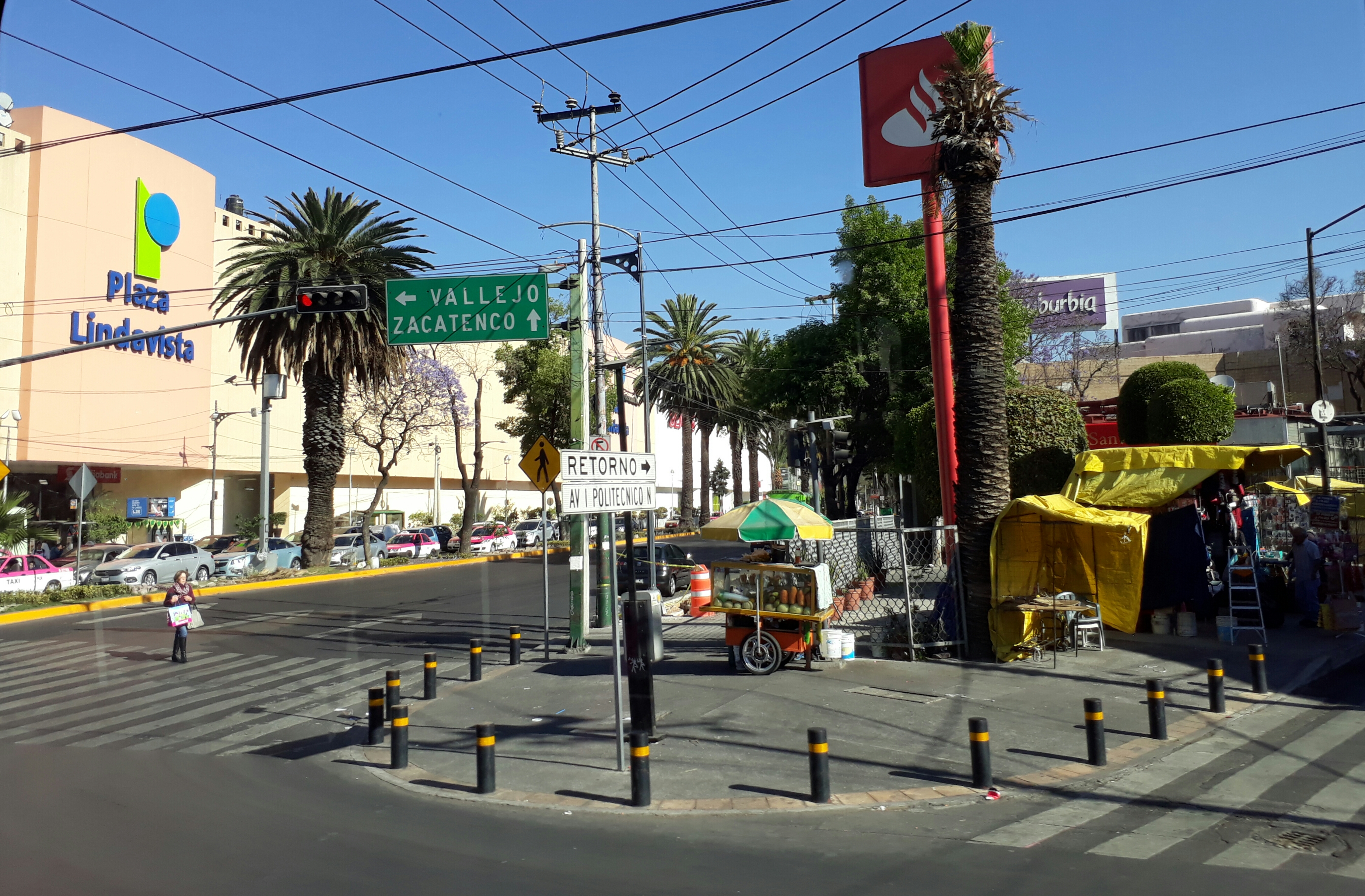
Centro Comercial Plaza Lindavista.

En la colonia se encuentra Plaza Lindavista, la cual originalmente fue construida por el arquitecto Enrique del Moral en 1964 para albergar una tienda Sears. Durante el Terremoto de México de 1985 el edificio sufrió el colapso sus estacionamientos y su torre, la cual albergaba escaleras y cayó sobre la avenida Montevideo. Sin embargo, la parte que albergaba la tienda permaneció en pie y fue rehabilitada y adecuada para albergar al centro comercial, que abrió en 1990 y que cuenta con diversos locales comerciales y establecimientos diversos de consumo.
De igual manera, se encuentra el centro comercial Parque Lindavista (perteneciente a Grupo Danhos, la misma operaria de Parque Duraznos, Reforma 222, Parque Delta y Parque Alameda), que inició operaciones el 25 de noviembre de 2006 y alberga un deportivo de la cadena Sport City, cines, restaurantes y tiendas de ropa convirtiéndolo en uno de los principales centros comerciales del norte de la ciudad. 
Así mismo podemos encontrar el Hospital Ángeles Lindavista,el cual se encuentra justo enfrente de Parque Lindavista., el trazo de la línea 6 de Metrobús a través de Av. Montevideo (con una reducción de 3 carriles en zona intercarretera y de paso de tráileres)

## Transporte

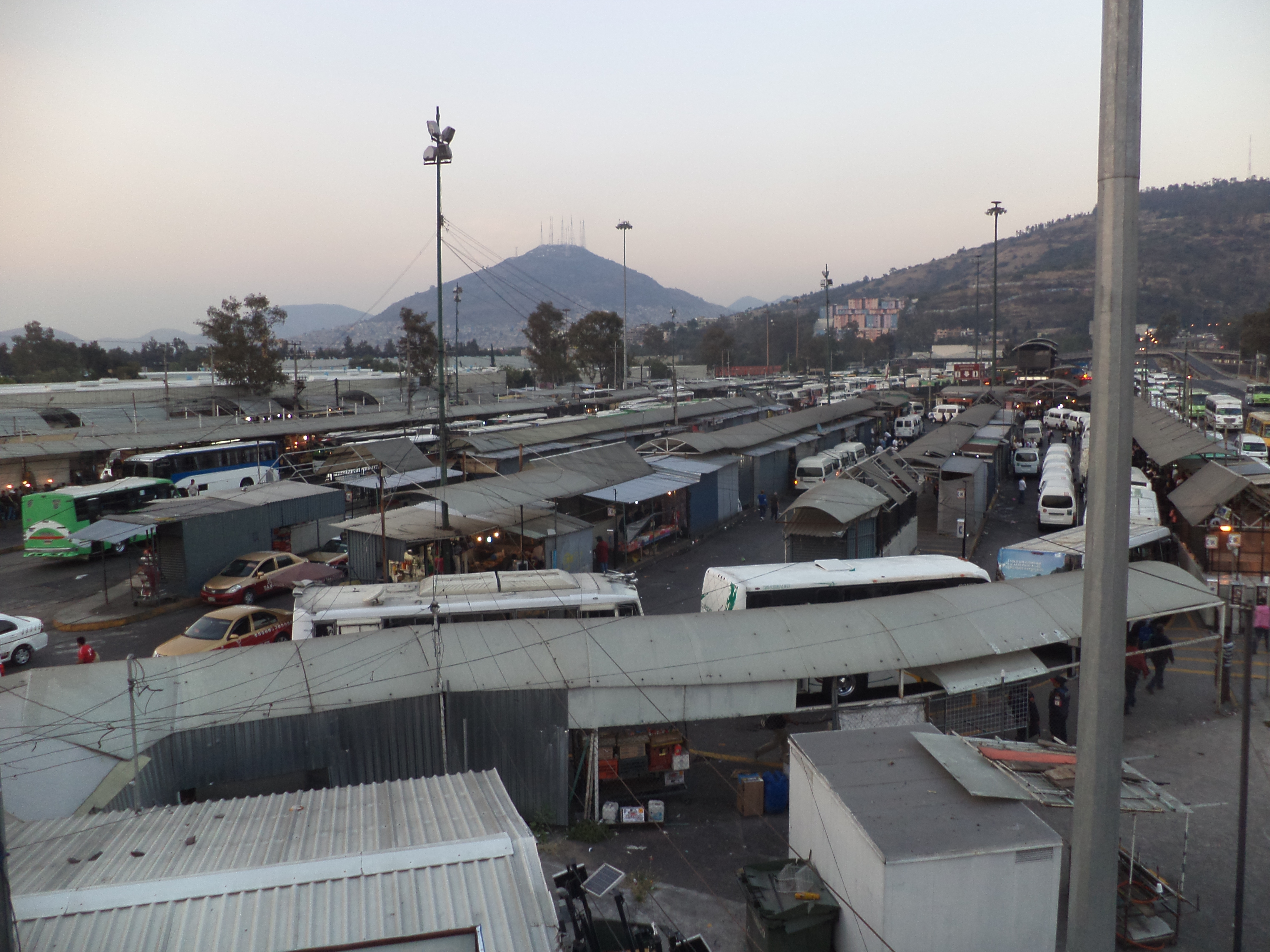
Paradero de Indios Verdes, concentra metro, metrobús, autobuses foráneos, peseros y es la vía de entrada norte a la Ciudad de México.

La colonia Lindavista, cuenta con una diversidad de medios de transporte y vías de acceso.
Transporte público
- Estación Lindavista de la línea  (EL Rosario - Martín Carrera) del STC Metro.
- Estación Deportivo 18 de Marzo e Indios Verdes de la Línea  (Universidad - Indios Verdes) del STC Metro.
- Estación Deportivo 18 de Marzo de la Línea 1 de Metrobús (Indios Verdes - El Caminero).
- Estaciones Deportivo 18 de Marzo, Riobamba, Instituto Politécnico Nacional y San Bartolo de la Línea 6 de Metrobús (Villa de Aragón - El Rosario).
- Autobuses y microbuses de las ruta 1, 3, 18, 64, 88 y otras más que cruzan por algunas avenidas importantes y cuyas bases terminan en Cuautepec, San Juan Ixhuatepec, La Ventisca, Tenayuca la línea que corría del metro Rosario-Unidad Aragón y pasaban por Av. Montevideo y otras zonas populares hacia el mismo territorio interno del Distrito Federal o el Estado de México.
- El Trolebús que sale de la cercana Central del Norte hacia la Central del Sur y cruza 100 metros y Montevideo.(Línea 1,corredor cero emisiones Terminal de Autobuses del Norte/Terminal de autobuses del Sur)
- Así también cuenta con servicio de algunas rutas de la Red de Transporte de Pasajeros (RTP) pertenecientes al ex módulo 34, hoy módulo 6.